# جیمز گرین
جیمز گرین (انگلیسی: James Green؛ زادهٔ ۱۹ ژانویهٔ ۱۹۹۲) یک کشتی‌گیر آمریکایی است.
از افتخارات وی می‌توان به کسب مدال برنز وزن ۷۰ کیلوگرم کشتی آزاد مسابقات قهرمانی کشتی جهان ۲۰۱۵ اشاره کرد. او در نیمه نهایی این مسابقات از حسن یزدانی کشتی‌گیر ایرانی را شکست خورد.

## مسابقات قهرمانی کشتی جهان ۲۰۱۷
گرین در وزن ۷۰ کیلوگرم کشتی آزاد مسابقات قهرمانی کشتی جهان ۲۰۱۷ پاریس حاضر بود که نستور تفور از کلمبیا، زورابی اربوتسوناشویلی از گرجستان و یوهی فوجینامی از ژاپن را شکست داد و به فینال رسید. وی در دیدار نهایی از فرانک چامیزو کشتی‌گیر کوبایی الاصل ایتالیا شکست خورد و به مدال نقره بسنده کرد.